# Batalla de Villarluengo
La batalla de Villarluengo fue uno de los combates de la primera guerra carlista.

## Antecedentes
En Morella, Rafael Ram de Viu y Pueyo proclamó rey a Carlos V el 13 de noviembre, pero evacuó la villa 9 de diciembre en dirección a Calanda donde fue interceptado. Ram de Viu fue reconocido y capturado el 27 de diciembre en Manzanera, siendo posteriormente juzgado y fusilado en Teruel el 12 de enero de 1834. Manuel Carnicer asumió entonces la jefatura militar del ejército carlista en el Bajo Aragón y el Maestrazgo. Intentó unir sus fuerzas con las que operaban en el Cataluña y extender la revuelta en los valles del Segre y el Urgel pero sufrió una severa derrota cerca de Mayals. Carnicer recibió instrucciones de ir al Cuartel Real del pretendiente Carlos María Isidro de Borbón para recibir grado y órdenes, dejando al coronel Ramón Cabrera el mando interino de sus tropas. Al ser detenido por los cristinos en Miranda de Ebro fue fusilado allí mismo el 6 de abril del 1835 y Cabrera tomó el mando de los carlistas en el Maestrazgo.
En previsión de la campaña de invierno, Cabrera ordenó al Serrador atacar la provincia de Cuenca y a Joaquín Quilez la de Teruel. La derrota y las pérdidas sufridas en la batalla de Soneja impidieron que Cabrera pudiera atacar la Huerta de Valencia.
Quilez se batió en retirada desde su base de Chelva después de su derrota a manos de Luis de Salamanca Martínez de Pisón, marqués de Villacampo, el 25 de julio de 1836 en la batalla de Albaida. Fue perseguido por las columnas liberales de José Grases, Narváez, Francisco Warleta y Villacampo. El general Soria, se dirigió a Villarroya, pensando que Quilez se podría dirigir a Fortanete o Villarluengo y sabiendo que el 4 de agosto se dirigiría a Fortanete, se le adelantó derrotando a los carlistas.

## La batalla
Al día siguiente, Ramón Cabrera reunió los restos de sus tropa que habían podido escapar de la batalla de Fortanete y las de Francisco Cortada y Forcadell y de José Puértolas y se presentó en Villarluengo, donde sus espías los habían dicho que los liberales harían noche antes de llegar a Castellote. Cabrera sabía que los cristinos no tenían provisiones y tendrían que salir. Mientras Forcadell atacaba el pueblo con dos batallones, los liberales salieron y se dirigieron a la derecha de los carlistas apostados en las alturas, abriéndose fuego. Pese a ello, Cabrera no creyó poder acabar con los liberales por las acertadas disposiciones tácticas de su enemigo y se retiró.

## Consecuencias
Cabrera, con sus fuerzas y las de Joaquín Quilez, y José Miralles «el Serrador», se sumó a la Expedición de Miguel Gómez Damas que intentó infructuosamente tomar Madrid.